# 夏翠絲
夏翠絲（法語：Chartreuse，發音：[ʃaʁtʁøz]），又译荨麻酒、查特酒，是法国加尔都西会修道士发明的一种力娇酒，诞生于18世纪40年代。没有证据表明荨麻是夏翠絲的成分之一，可能只是由于习惯或翻译错误，中文里习惯将Chartreuse称之为荨麻酒。夏翠絲由蒸馏酒精萃取130种草本植物陈酿所得。酒的名字来自修道士所在的修道院大沙特勒斯修道院，修道院位于法国格勒诺布尔地区沙特勒斯山脈，夏翠絲在附近的城镇瓦龙的酒厂酿制。
夏翠絲鲜嫩的黄绿色成为其独特的标识，甚至有一种颜色：#DFFF00，就被命名为夏翠絲綠。夏翠絲也是极少数的装瓶后，在瓶中能继续陈酿并改善风味的力娇酒。

## 历史

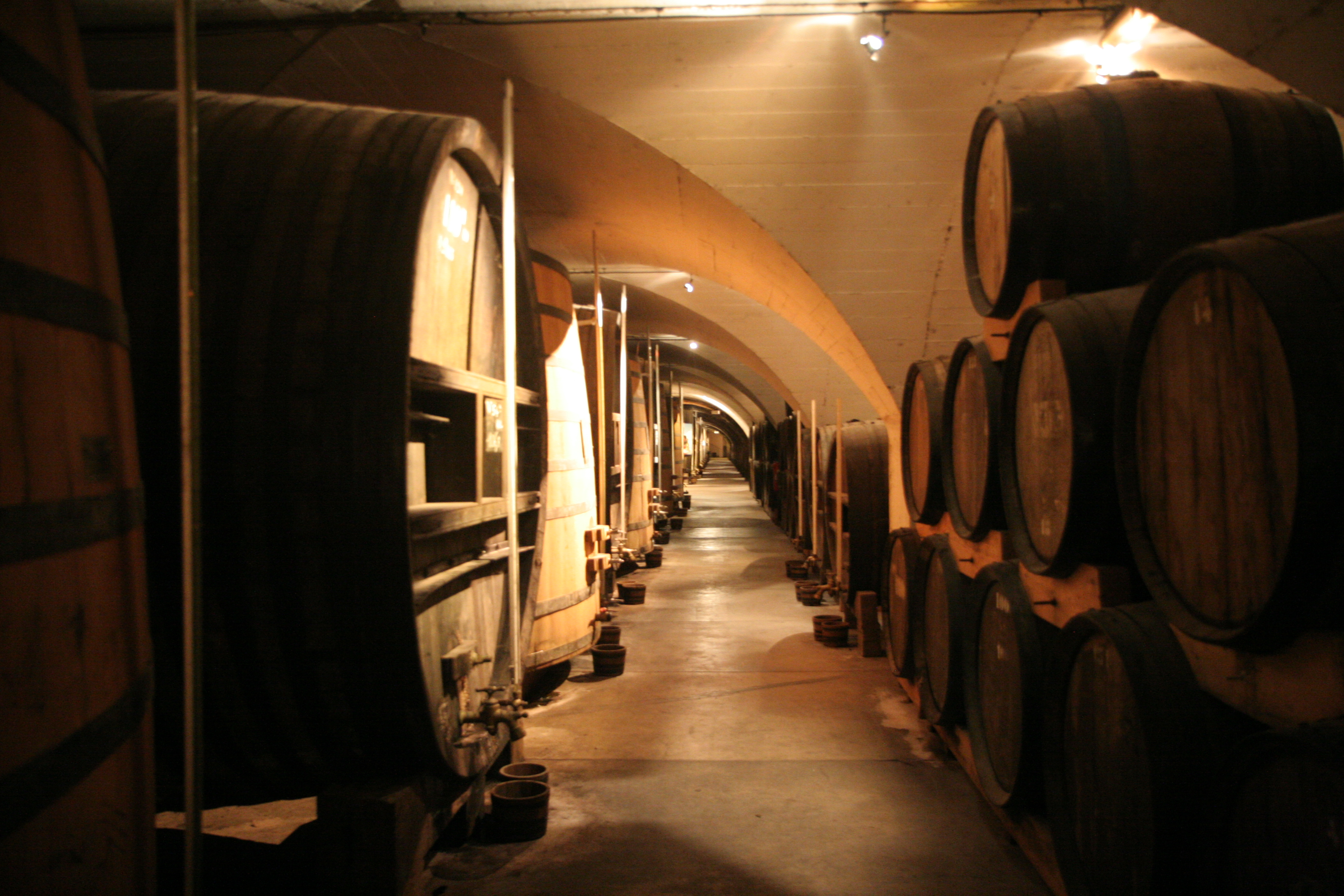
酒窖

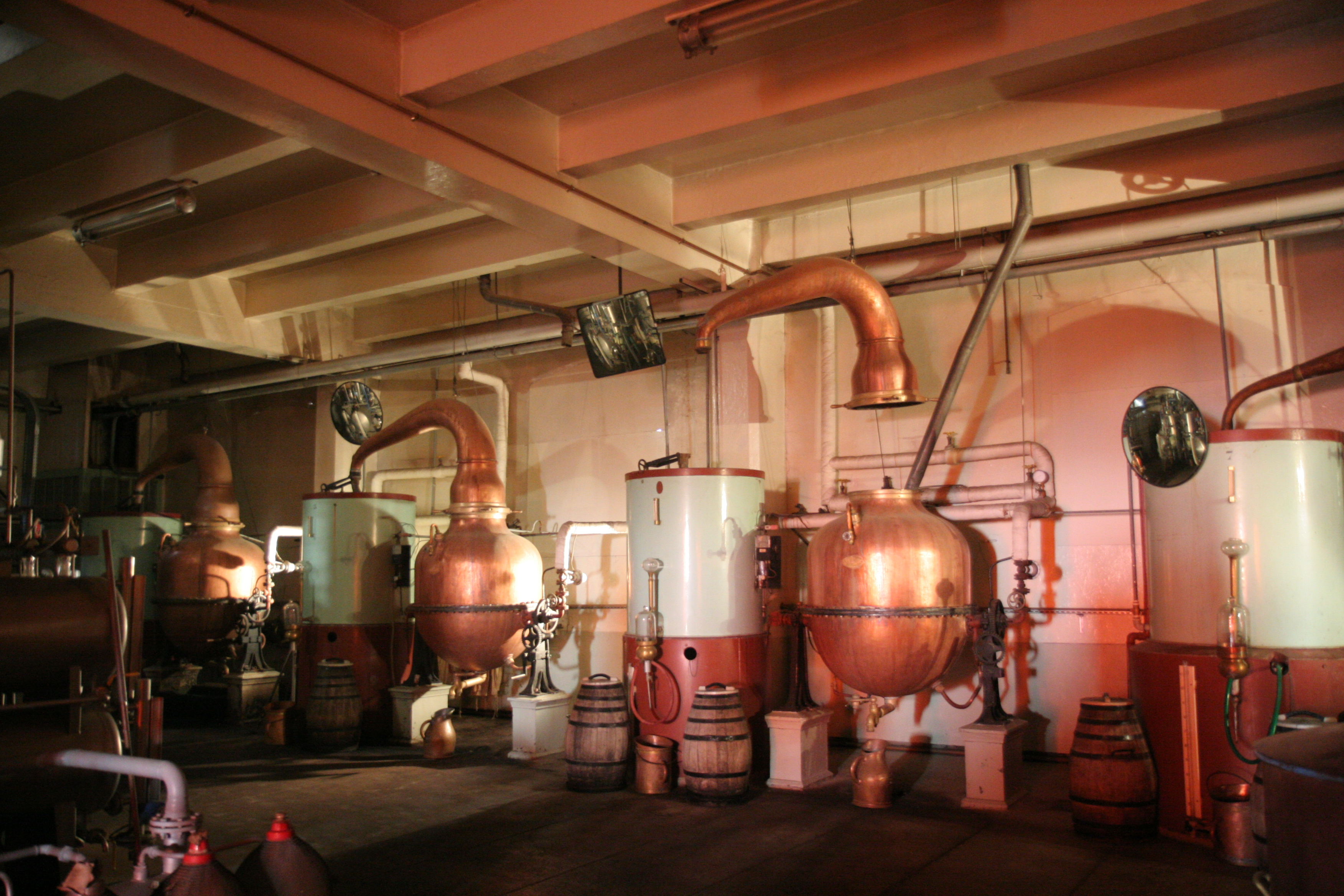
酒厂

根据传统，1605年法王亨利四世的炮兵元帅François Annibal d'Estrées向巴黎附近的沃维尔的加尔都西会修道院呈上了一份记录了长生不老药方的炼金术手稿。这一手稿按宗教等级最终被呈献至格勒诺布尔附近瓦龙的加尔都西会大修道院。自那时起，修士们就使用这份手稿酿造植物药酒。据说配方包括有130多中草本植物，鲜花以及其他一些秘密成分，这些成分被混合调制在基酒中。修道士们将此力娇酒入药。1737年修士Gérome Maubec对原始的配方做了加强调整。
药酒迅速的流行开来，1764年修士们调整了药剂配方，如今绿夏翠絲就是按照彼配方酿制。1793年，修道士们被逐出法国，夏翠絲也一度停产。数年后，他们才被允许返回法国。1838年修道士们发明了黄夏翠絲，使用了藏红花对酒进行了着色。
1903年修道院的修士被再次驱逐，他们的不动产，包括蒸馏酒厂被政府没收。修道士们带着他们的秘密配方逃到西班牙塔拉戈纳的避难所，使用同样的商标生产力娇酒。只是在标识上附加说明了此酒是由塔拉戈纳的加尔都西会神父酿造的。
与此同时，瓦龙一家得到了加尔都西会资产的公司开始出售夏翠絲。由于他们没有修士们的配方，而所有试图重现配方的尝试都以失败告终，因此销量十分惨淡。1927年，企业终于破产，其资产一落千丈，几乎一文不值。瓦龙本地的商人团体以极低的价格买下了该公司的全部股份，并将此作为礼物赠送给了塔拉戈纳的修道士们。
收回酒厂后，加尔都西会修士们返回修道院，而法国政府也默许他们继续生成夏翠絲。尽管驱逐法令仍处生效状态，1935年一场泥石流摧毁了酒厂后，法国政府派了一支军队工程队在瓦龙附近重新建造了一座酒厂。第二次世界大战后政府取消了驱逐令，修道士们再次成为法国合法居民。
如今各种夏翠絲的配方依旧是秘密，只有两个修道士才知晓其成分。而这两个修道士负责在酿酒前准备草药混合物。目前公開的成分就有肉桂、肉豆蔻、檸檬葉、乾神香草花頭、辣薄荷、百里香、脂香菊、山金車花、蒿屬植物和當歸根。
夏翠絲在国际烈酒大赛上的表现一直非常出色，目前绿夏翠絲已经获得旧金山世界烈酒大赛两次金奖、一次银奖。但因為夏翠絲的受歡迎的程度太高，加上修道士們要專注修行而沒有提高產量的計劃，導致夏翠絲經常出現缺貨的情況。

## 类型
有两种类型的夏翠絲：

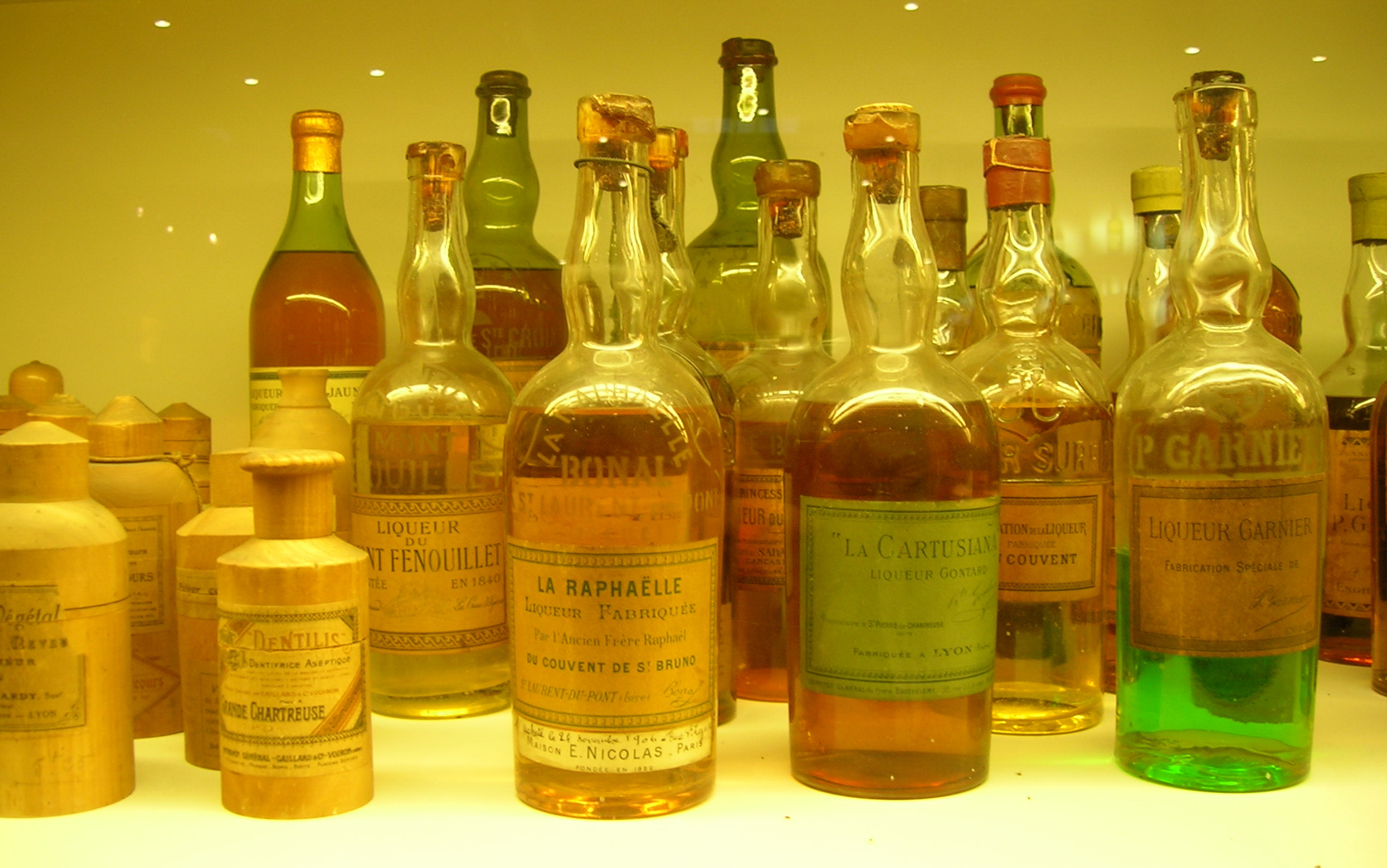
偽造夏翠絲

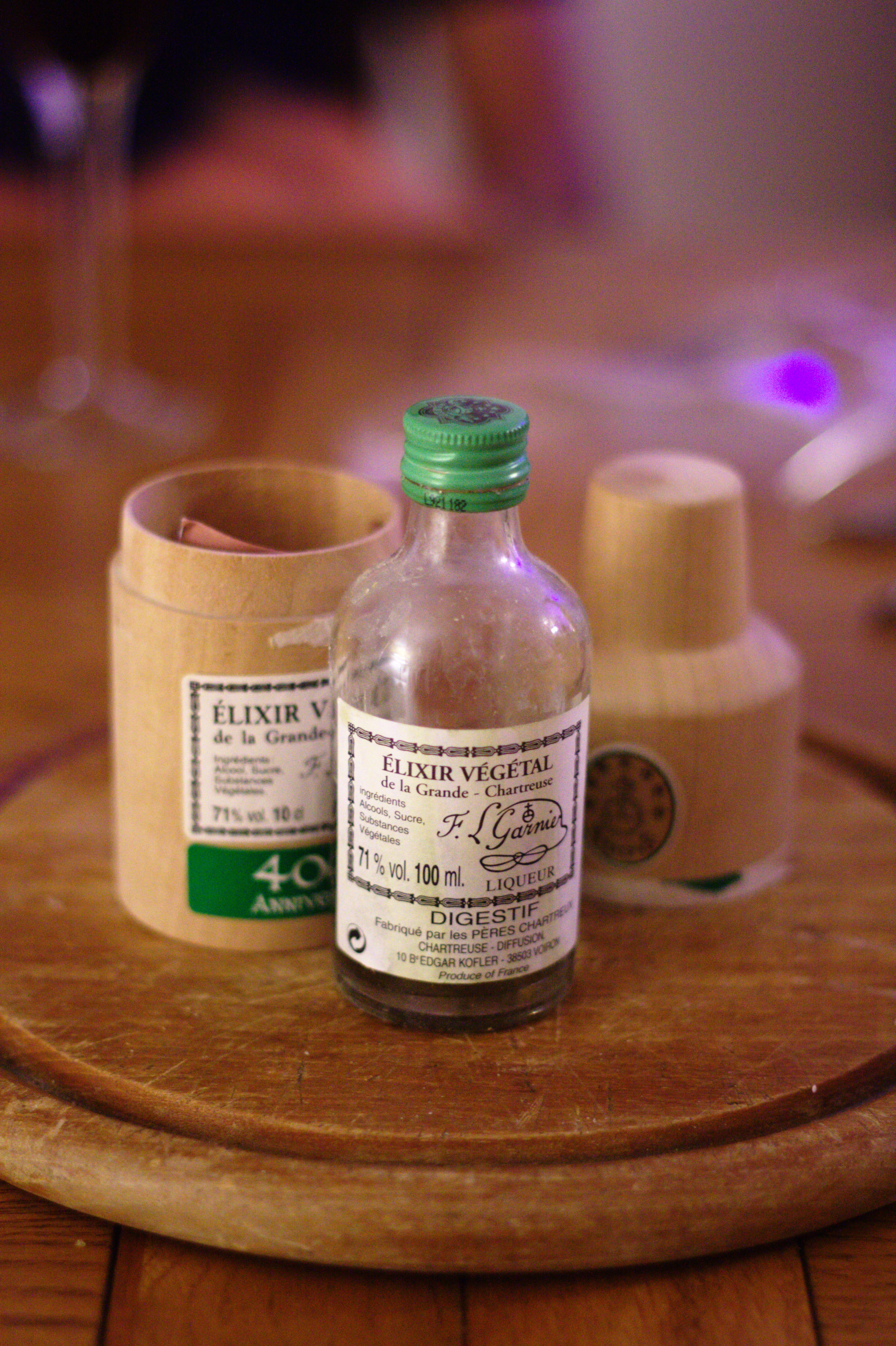
夏翠絲植物药酒

- 绿夏翠絲：绿夏翠絲酒精浓度为55%（110 proof），是一款绿色的天然力娇酒，由132种草本植物萃取酿制，其绿色来源于草本中的叶绿素，比起黃夏翠絲有更重的薄荷味。
- 黄夏翠絲：黄夏翠絲酒精浓度为40%（80 proof），相对于绿夏翠絲口感更加温和，有明显的蜂蜜香味和甜味。

除了这两款夏翠絲外，修道院的修士们还酿制的酒有：
- Chartreuse VEP：VEP即Vieillissement Exceptionnellement Prolongé，意思是极长时间的陈酿。它是使用相同的工艺和传统的秘密配方酿制，并在橡木桶中陈酿超长时间以达到卓绝的品质。Chartreuse VEP同样分黄色版本和绿色版本。

- Elixir Végétal de la Grande-Chartreuse：夏翠絲植物药酒同样使用超过130种草本植物酿造，只是酒精浓度更高，达69%（138 proof）。它既被当作是力娇酒，也被当做为一款甘露酒（英语：Cordial (medicine)），甚至被认为是一款补酒（英语：Herbal tonic）。夏翠絲植物药酒通常使用带木质盖子的小瓶封装出售。

- 9° Centenaire：9号百年力娇酒是为了紀念修道院成立900周年而于1984年发布的酒款。味道和绿夏翠絲相似但是略甜，酒精浓度为47%。

- 夏翠絲1605：François Annibal d'Estrées发明的为纪念重新找回记录了修士们长寿秘诀的神秘手稿，而发布的酒，浓度为56%。

- 白夏翠絲：1860年到1900年间酿制的一款夏翠絲。[4]

- Génépi：修道士们还酿制过一种称为Génépi的酒。Génépi是在阿尔卑斯山地区，使用当地山区植物家庭酿制的本地力娇酒的统称。有几百个甚至上千个不同的Genepi酒品种，几乎都是各家各户每年供自家使用所酿。夏翠絲已经有几个世纪的酿造史，而修士们则从2000年左右才开始制作Génépi酒，因此可以说Génépi酒是酿造夏翠絲的副产物。Génépi酒被标着Génépi des Pêres Chartreux的标识，封装在70cl的酒瓶中出售，通常酒精浓度为40%。

## 饮用
夏翠絲有非常独特的味道，它非常甜，同时也非常辛辣与刺激。相比其他草本力娇酒，如加利安奴、野格力娇酒，夏翠絲含有更多的草本成分。与其他力娇酒一样，饮用的温度会影响其口感。直接饮用的话，可以选择冷藏，不过通常还是在室温下饮用。夏翠絲可以用来调制多款鸡尾酒，某些配方只需要几滴夏翠絲来进行最终的调味。在法国的滑雪胜地，人们将夏翠絲混合热巧克力饮用，称之为Green Chaud。

## 流行文化中的夏翠絲
- 英国作家萨基的短篇小说《雷金纳德圣诞礼物》（Reginald on Christmas Presents）中，主角说“面对基督教的衰弱，人民也许会说，能酿造出夏翠絲的宗教永不灭亡！”

- 伊夫林·沃的小说《故园风雨后》（Brideshead Revisited）中，安东尼和解说员查尔斯·莱德于餐后饮用夏翠絲。安东尼评述道，这是真正的夏翠絲，是修道士们遭驱逐之前酿制的，在舌尖上衍生出五种独特的味觉，就像是吞下了一道光。

- Poppy Z. Brite的小说《失落的灵魂》中，主角，新奥尔良的吸血鬼大量饮用夏翠絲。在序言中作者写到：“夏翠絲在黑暗中发光，如果你喝够了，你的眼睛会变成明亮的绿色。”

- 昆汀·塔伦蒂诺的电影《金剛不壞》中，酒吧的老板沃伦（昆汀·塔伦蒂诺）饮用一款绿色的力娇酒。有人问他在喝什么，沃伦说，“夏翠絲，唯一好到拿來命名顏色的好酒。”（"Chartreuse, the only liqueur so good they named a color after it."）

- 1980年汤姆·威茨的歌曲《Til the Money Runs Out》中有词写道：“with a pint of green chartreuse ain't nothin seems right, you buy the Sunday paper on a Saturday night”

- Chelsea Handler的第5本书名为《50 Shades of Chartreuse: This Time it's Personal》

- 阿加莎·克裡斯蒂的小說及其改編的电影《东方快车谋杀案》中，大偵探波洛在餐馆小憩开幕，喝着“黄绿色玩意儿”，之后在列车餐车里向乘客打探案情，“仍然有条不紊的喝着他的绿色小酒”，有读者认为这种小酒是綠夏翠絲，但也有读者认为它是薄荷甜酒（英语：Crème de menthe）[6]。